# NGC 7678
NGC 7678 é uma galáxia espiral barrada (SBc) localizada na direcção da constelação de Pegasus. Possui uma declinação de +22° 25' 16" e uma ascensão recta de 23 horas, 28 minutos e 27,8 segundos.
A galáxia NGC 7678 foi descoberta em 15 de Setembro de 1784 por William Herschel.